# دوني جونز (مدرب كرة سلة)
دوني جونز (بالإنجليزية: Donnie Jones) هو مدرب كرة سلة أمريكي، ولد في 7 يوليو 1966 في بوينت بليزانت في الولايات المتحدة.